# Wolf Bergenroth
Wolfgang „Wolf“ Leopold Hermann Heinrich Bergenroth (* 9. Mai 1893 in Parchim; † 24. Dezember 1942 in Ludwigslust) war ein deutscher Maler und Illustrator.

## Leben
Wolfgang Bergenroth war ein Sohn des Theologen und Pädagogen Paul Bergenroth (1854–1923) und dessen Frau Clara, geb. Gerlach. Er wuchs in Dömitz und Spornitz auf, wo sein Vater als Pastor wirkte. Von 1905 bis 1911 besuchte er das Gymnasium Fridericianum in Schwerin. Danach hatte er zur Vorbereitung auf die Akademie Unterricht bei seinem bisherigen Zeichenlehrer Ludwig Dettmann (1856–1937). Ab Oktober 1911 absolvierte er seine Einjährigen-Militärpflicht beim Großherzoglich Mecklenburgischen (Garde) Grenadier-Regiment Nr. 89 in Schwerin.
Ab November 1912 studierte er an der königlichen akademischen Hochschule für bildende Künste in Charlottenburg u. a. bei Adolf Schlabitz. 1913/14 folgte ein Studium an der Hochschule für Bildende Kunst in Weimar bei Fritz Mackensen und Gari Melchers. 1918 wurde er Soldat im Ersten Weltkrieg und kehrte erst 1920 aus französischer Gefangenschaft zurück. Es folgten eine Malerlehre in Gnoien und Schwerin und von 1922 bis 1924 Wanderjahre, die ihn über Berlin, Magdeburg und Dresden bis Schlesien führten.
1924 wurde er in Rostock sesshaft und machte die Bekanntschaft mit Richard Wossidlo und der Volkstanzforscherin Marie Peters (1878–1947). Er arbeitete als Illustrator für die Mecklenburgischen Monatshefte und wurde Mitglied der Vereinigung Rostocker Künstler. Daneben fertigte er zahlreiche Holzschnitte mit Darstellungen zum mecklenburgischen Volkstanz und arbeitete an der Herausgabe eines Trachtenwerkes für Mecklenburg. Zu diesem Zweck bereiste er das Land und skizzierte in den Museen und Heimatstuben die entsprechenden Stücke, etwa Trachten, Stickereien, Truhen oder Brautstühle. In Verbindung mit Wossidlos Volkskundesammlung entstand eine Mappe mit über 100 Holzschnitten zum Brauchtum. Eine Sammlung von Trachtenzeichnungen befindet sich im Museum der Stadt Rostock.
Wolfgang Bergenroth war seit 1924 verheiratet mit Gertrud, geb. Laage (* 1895). 1939 wurde er erneut zum Kriegsdienst eingezogen, er verstarb am 24. Dezember 1942 im Range eines Hauptmanns in einem Reservelazarett in Ludwigslust. Der Kunstverein zu Rostock gestaltete im September 1943 eine Gedächtnisausstellung „Wolfgang Bergenroth (Malerei/Graphik)“ im Städtischen Museum Rostock.
2020 waren seine Zeichnungen Gegenstand der Ausstellung „100 und 1 Zeichnung. Mecklenburgische Trachten von Wolfgang »Wolf« Bergenroth (1893–1942)“ im Kulturhistorischen Museum Rostock.

## Werke (Auswahl)
- Der Bernsteinschleifer, 1928
- Johannes Gillhoff, 1930
- Im Sommerkleid, 1932 (jeweils in den  Mecklenburgischen Monatsheften abgebildet)
- 12 Mecklenburgische Bauerntänze, 1926 (Holzschnitte)
- Johannes Gosselck & Friedrich Siems (Hrsg.): Volkslieder aus den beiden Mecklenburg. 1933, Bilder von W. Bergenroth
- Ludwig Karnatz: Pi-scha! En bunten Blaumenstruz, 1936 (Einbandzeichnung)